# 114613 Antoninobrosio
114613 Antoninobrosio è un asteroide della fascia principale. Scoperto nel 2003, presenta un'orbita caratterizzata da un semiasse maggiore pari a 3,1945347 au e da un'eccentricità di 0,1911003, inclinata di 14,24990° rispetto all'eclittica.
L'asteroide è dedicato all'astronomo italiano Antonino Brosio.